# Pervis Estupiñán
Pervis Josué Estupiñán Tenorio (Esmeraldas, 21 de janeiro de 1998) é um futebolista equatoriano que atua como lateral-esquerdo. Atualmente joga no Milan.
É sobrinho do ex-zagueiro Jorge Guagua.

## Carreira
Pervis iniciou sua carreira nas categorias de base da LDU Quito, em 2011. Em 2014 ele foi promovido pelo técnico Luis Zubeldía ao time principal.
Fez parte da Seleção Equatoriana Sub-17 que participou no Campeonato Sul-Americano de 2015, realizado no Paraguai. Também disputou a Copa do Mundo FIFA Sub-17 de 2015, realizada no Chile.
Já pela Seleção Equatoriana principal, estreou em 2017. Em 2021 foi convocado para a Copa América disputada no Brasil.

## Títulos
Villarreal
- Liga Europa: 2020–21

### Prêmios individuais
- Equipe Ideal da Copa América de 2021[4]